# اديلايد تشارليير
أديلايد شارلييه (بالإنجليزية: Adélaïde Charlier)‏ (مواليد 2000/2001 (العمر 24–25) ) ناشطة مناخية وإحدى قادة إضراب مدرسي من أجل المناخ. شاركت في تحرير بيان لصحيفة الغارديان. وقد عينتها منظمة العفو الدولية سفيرة للضمير.

## حياة
تدرس في جامعة Notre-Dame de la Paix في نامور.
في عام 2019، شاركت مع أنونا دي ويفير (Anuna De Wever) في إنشاء حركة «الشباب من أجل المناخ» البلجيكية.    نظمت مسيرات مناخية في بلجيكا.